# Simón de Alcazaba y Sotomayor
Simón de Alcazaba y Sotomayor (Portugal, 1470 - Chubut, Argentina, 1535) fou un navegant i explorador portuguès al servei de la Corona espanyola, fundant el primer assentament europeu en territori de l'actual Argentina, un any abans que Pedro de Mendoza intentés la primera fundació de Buenos Aires.

Divisió de les capitulacions espanyoles a Sud-amèrica (1534-1536).

Va entrar al Servei dels Habsburg des de 1522. Per la Capitulació de Toledo, signada per la reina consort Isabel de Portugal, esposa de Carles V, el 26 de juliol de 1529, es va concedir a Francisco Pizarro 200 llegües cap al sud des de la desembocadura del riu Santiago (1° 20′ N a 9° 57′ S) per constituir la governació de Nova Castella. Des del paral·lel en el qual acabava la jurisdicció donada a Pizarro se li atorgaven a Simón de Alcazaba y Sotomayor unes altres 200 llegües cap al sud (fins als 21° 6,5′ S), nomenant-lo governador, capità general, adelantado i agutzil major de la governació de Nova Lleó. Amb tot, Alcazaba y Sotomayor no va poder realitzar l'expedició i el rei va projectar entre 1530 i 1531 lliurar els territoris, de Chincha fins a l'estret de Magallanes, a la família Fugger, d'Alemanya.
El 4 maig de 1534 Carles V va ampliar els territoris atorgats a Pizarro, estenent-los unes altres 70 llegües cap al sud, en territoris adjudicats a Alcazaba y Sotomayor, fins arribart aproximadament als 14° S.
El 21 maig 1534 el rei va signar tres noves capitulacions per explorar i ocupar les terres americanes, establint províncies o governacions de 200 llegües d'extensió nord-sud. Entre aquestes hi havia la Governació de Nova Lleó, atorgada a Simón de Alcazaba y Sotomayor, que anava de l'oceà Atlàntic al Pacífic, al sud del paral·lel 35° S fins als 48° 22,25' S.
Alcazaba va salpar del port de Sanlúcar de Barrameda el 21 de setembre de 1534 al comandament d'una expedició formada per 250 homes en dues naus, la que ell mateix comandava, Madre de Dios, i la San Pedro, que duia com a capità a Rodrigo Martínez.
A principis de 1535 arribaren a l'estret de Magallanes amb la idea de creuar-lo fins al Pacífic, però el mal temps els ho impedí. L'expedició retorna cap al nord vorejant la costa de l'Atlàntic, i el 9 de març de 1535 Alcazaba funda a la Caleta Hornos, de la Badia Gil, 29 quilòmetres al sud de l'actual localitat de Camarones, a la província del Chubut, el "Puerto de los Leones".
Alcazaba i diversos dels seus homes més lleials van morir en un motí que va tenir lloc en territoris de l'actual província del Chubut.